# Höljerna
Höljerna är en sjö i Svenljunga kommun i Västergötland och ingår i Ätrans huvudavrinningsområde.